# Kad smo bili mali
Kad smo bili mali je hrvatska dječja televizijska emisija koja se od 28. studenoga 2022. godine prikazuje na RTL Kockici. Emisija je koncipirana kao talk show u kojemu poznate hrvatske ličnosti, poput pjevača, glumaca ili sportaša, govore o svom djetinjstvu.

## Pregled emisije
Prva sezona emisije se prikazivala od ponedjeljka do petka, a druga sezona subotom i nedjeljom.
| Sezona | Sezona | Epizode | Epizode | Originalno emitiranje | Originalno emitiranje |
| Sezona | Sezona | Epizode | Epizode | Premijera             | Finale                |
| ------ | ------ | ------- | ------- | --------------------- | --------------------- |
|        | 1.     | 20      | 20      | 28. studenoga 2022.   | 23. prosinca 2022.    |
|        | 2.     | 14      | 14      | 14. listopada 2023.   | 31. prosinca 2023.    |
|        | 3.     | 15      | 15      | 18. studenoga 2024.   | 27. prosinca 2024.    |

## Popis gostiju
| 1. Marija Starčević 2. Mia Dimšić 3. Davor Balažin 4. Edin Mehmedović 5. Petra Kurtela 6. Andrea Andrassy 7. Nika Turković 8. Nenad Hadžihajdić – PVT Mole 9. Goran Šprem 10. Ana Radišić 11. Matko Knešaurek 12. Matija Cvek 13. Ana Brdarić Boljat 14. Sandi Pego 15. Tomislav Jelinčić 16. Ida Prester 17. Domagoj Jakopović – Ribafish 18. Ivan Šarić 19. Andrea Trgovčević Iličić 20. Zoran Aragović | 1. Sandra Tolić 2. Dorian Ribarić 3. Filip Brkić 4. Sementa Rajhard 5. Saša Lozar 6. Fran Miholjević 7. Josip Brakus 8. Manuela Svorcan 9. Ivan Dečak 10. Tea Šimić 11. Ida Hamer 12. Igor Drvenkar 13. Asim Ugljen 14. Ivana Radovniković | 1. Kim Verson 2. Antonia Matković Šerić 3. Vanda Winter 4. Jan Kovačić 5. Jan Kerekeš 6. Ivanka Mazurkijević i Damir Martinović – Mrle 7. Marco Cuccurin 8. Filip Sertić 9. Marko Vargek 10. Mirna Čužić 11. Arija Rizvić 12. Iva Šimić Šakoronja i Gloria Dubelj 13. Mario Mandarić 14. Ana Bago Tomac 15. Siniša Pašić |

## Nagrade
U 2023 emisija se nagrađuje Albert certifikatom.

## Vanjske poveznice
- Službena stranica na rtl.hr